# Campeonato Mundial de Atletismo de 2015 - 5000 m feminino
A prova dos 5000 metros feminino do Campeonato Mundial de Atletismo de 2015 foi disputada entre 27 e 30 de agosto no Estádio Nacional de Pequim, em Pequim.

## Recordes
Antes desta competição, os recordes mundiais e do campeonato nesta prova eram os seguintes:
| Tipo                  | Atleta          | Tempo    | Local   | Data                | Ref |
| --------------------- | --------------- | -------- | ------- | ------------------- | --- |
|                       | Tirunesh Dibaba | 14:11:15 | Oslo    | 6 de junho de 2008  | ver |
| Recorde do campeonato | Tirunesh Dibaba | 14:38:59 | Helsink | 1 de agosto de 2005 | ver |

## Medalhas
| Ouro              | Prata                | Bronze               |
| Almaz Ayana (ETH) | Senbere Teferi (ETH) | Genzebe Dibaba (ETH) |

## Cronograma
Todos os horários são locais (UTC+8).
| Data         | Hora  | Evento        |
| ------------ | ----- | ------------- |
| 27 de agosto | 9:40  | Eliminatórias |
| 30 de agosto | 19:15 | Final         |

## Resultados

### Eliminatórias
Qualificação: Os 5 de cada bateria (Q) e os 5 melhores tempos  (q) avançam para a semifinal. 
| Classificação | Serie | Atleta                    | Nacionalidade          | Tempo    | Notas      |
| ------------- | ----- | ------------------------- | ---------------------- | -------- | ---------- |
| 1             | 2     | Almaz Ayana               | Etiópia                | 15:09,40 | Q          |
| 2             | 2     | Senbere Teferi            | Etiópia                | 15:14,57 | Q          |
| 3             | 2     | Viola Kibiwot             | Quênia                 | 15:15,27 | Q          |
| 4             | 1     | Genzebe Dibaba            | Etiópia                | 15:20,82 | Q          |
| 5             | 1     | Mercy Cherono             | Quênia                 | 15:20,94 | Q          |
| 5             | 1     | Mimi Belete               | Bahrein                | 15:20,94 | Q          |
| 7             | 1     | Irene Chepet Cheptai      | Quênia                 | 15:21,03 | Q          |
| 8             | 1     | Susan Kuijken             | Países Baixos          | 15:25,67 | Q          |
| 9             | 2     | Janet Kisa                | Quênia                 | 15:26,49 | Q          |
| 10            | 2     | Eloise Wellings           | Austrália              | 15:26,67 | Q, SB      |
| 11            | 2     | Ayuko Suzuki              | Japão                  | 15:28,18 | q          |
| 12            | 1     | Misaki Onishi             | Japão                  | 15:33,84 | q          |
| 13            | 1     | Stephanie Twell           | Grã-Bretanha           | 15:34,72 | q          |
| 14            | 1     | Nicole Tully              | Estados Unidos         | 15:41,03 | q          |
| 15            | 2     | Jennifer Wenth            | Áustria                | 15:43,57 | q          |
| 16            | 1     | Madeline Heiner           | Austrália              | 15:47,97 |            |
| 17            | 1     | Gulshat Fazlitdinova      | Rússia                 | 15:48,44 |            |
| 18            | 1     | Nicole Sifuentes          | Canadá                 | 15:50,99 |            |
| 19            | 2     | Karoline Bjerkeli Grøvdal | Noruega                | 16:02,20 |            |
| 20            | 2     | Marielle Hall             | Estados Unidos         | 16:06,60 |            |
| 21            | 2     | Azusa Sumi                | Japão                  | 16:13,65 |            |
| 22            | 2     | Abbey D'Agostino          | Estados Unidos         | 16:16,47 |            |
| 23            | 1     | Olivia Mugove Chitate     | Zimbabwe               | 16:34,70 | PB         |
|               | 2     | Yelena Korobkina          | Rússia                 | DNF      |            |
|               | 2     | Maureen Koster            | Países Baixos          | DNF      |            |
|               | 1     | Nikki Hamblin             | Nova Zelândia          | DNS      |            |
| —             | 2     | Betlhem Desalegn          | Emirados Árabes Unidos | 15:48,52 | DSQ Doping |

### Final
A final ocorreu às 19:15.
| Classificação     | Atleta               | Nacionalidade  | Tempo    | Notas |
| ----------------- | -------------------- | -------------- | -------- | ----- |
| Medalha de ouro   | Almaz Ayana          | Etiópia        | 14:26.83 | CR    |
| Medalha de prata  | Senbere Teferi       | Etiópia        | 14:44,07 |       |
| Medalha de bronze | Genzebe Dibaba       | Etiópia        | 14:44,14 |       |
| 4                 | Viola Kibiwot        | Quênia         | 14:46,16 |       |
| 5                 | Mercy Cherono        | Quênia         | 15:01,36 |       |
| 6                 | Janet Kisa           | Quênia         | 15:02,68 | SB    |
| 7                 | Irene Chepet Cheptai | Quênia         | 15:03,41 |       |
| 8                 | Susan Kuijken        | Países Baixos  | 15:08,00 |       |
| 9                 | Ayuko Suzuki         | Japão          | 15:08,29 | PB    |
| 10                | Eloise Wellings      | Austrália      | 15:09,62 | SB    |
| 11                | Mimi Belete          | Bahrein        | 15:17,01 |       |
| 12                | Stephanie Twell      | Grã-Bretanha   | 15:26,24 |       |
| 13                | Nicole Tully         | Estados Unidos | 15:27,42 |       |
| 14                | Misaki Onishi        | Japão          | 15:29,63 |       |
| 15                | Jennifer Wenth       | Áustria        | 15:35,46 |       |

Legenda
| Recorde mundial       | Recorde mundial (World record)               |                       | Recorde africano                      | Recorde africano (African) |                                           | Q | Classificado por posição (Qualified) |
| Recorde do campeonato | Recorde do campeonato (Championship record)  | Recorde da América    | Recorde da América (Americas)         | q                          | Classificado por melhor tempo (Qualified) |   |                                      |
| Melhor marca do ano   | Melhor marca do ano (World leading)          | Recorde asiático      | Recorde asiático (Asian)              | DNS                        | Não largou (Did not start)                |   |                                      |
| Recorde nacional      | Recorde nacional (National record)           | Recorde europeu       | Recorde europeu (European)            | DNF                        | Não terminou (Did not finish)             |   |                                      |
| Recorde pessoal       | Recorde pessoal do atleta (Personal best)    | Recorde da Oceania    | Recorde da Oceania (Oceania)          | DSQ / DQ                   | Desclassificado (Disqualified)            |   |                                      |
| Recorde da temporada  | Recorde da temporada do atleta (Season best) | Recorde sul-americano | Recorde sul-americano (South America) | NM                         | Sem marca (No mark)                       |   |                                      |